# Colgate Series Championships 1980, парний розряд
В парному розряді жіночого тенісного турніру Colgate Series Championships 1980, що проходив у рамках Туру WTA 1980, Біллі Джин Кінг і Мартіна Навратілова виграли титул, у фіналі перемігши пару Розмарі Казалс і Кріс Еверт 6-4, 6-3

## Сіяні пари
| 1. Бетті Стов / Венді Тернбулл (1-ше коло) | 1. Ілана Клосс / Бетті-Енн Стюарт (1-ше коло) |

## Основна сітка

### Легенда
| - Q = Кваліфаєр - WC = Вайлд-кард - LL = Щасливий лузер | - Alt = Заміна - SE = Виняток - PR = Захищений рейтинг | - w/o = Без гри - r = Зняття - d = Присуджено перемогу |

|  | 1-ше коло                           | 1-ше коло                           | 1-ше коло                           | 1-ше коло | 1-ше коло |                                 |                                 | Ultimo turno | Ultimo turno | Ultimo turno | Ultimo turno | Ultimo turno |
|  |                                     |                                     |                                     |           |           |                                 |                                 |              |              |              |              |              |
|  | Розмарі Казалс Кріс Еверт-Ллойд     | Розмарі Казалс Кріс Еверт-Ллойд     | 6                                   | 6         |           |                                 |                                 |              |              |              |              |              |
|  | 1                                   | Бетті Стов Венді Тернбулл           | 2                                   | 2         |           |                                 |                                 |              |              |              |              |              |
|  | 1                                   | Бетті Стов Венді Тернбулл           | 2                                   | 2         |           | Розмарі Казалс Кріс Еверт-Ллойд | Розмарі Казалс Кріс Еверт-Ллойд | 4            | 3            |              |              |              |
|  |                                     |                                     |                                     |           |           | Розмарі Казалс Кріс Еверт-Ллойд | Розмарі Казалс Кріс Еверт-Ллойд | 4            | 3            |              |              |              |
|  |                                     | Біллі Джин Кінг Мартіна Навратілова | Біллі Джин Кінг Мартіна Навратілова | 6         | 6         |                                 |                                 |              |              |              |              |              |
|  | Біллі Джин Кінг Мартіна Навратілова | Біллі Джин Кінг Мартіна Навратілова | Біллі Джин Кінг Мартіна Навратілова | 6         | 6         | 6                               | 6                               |              |              |              |              |              |
|  | Біллі Джин Кінг Мартіна Навратілова | Біллі Джин Кінг Мартіна Навратілова |                                     |           |           | 6                               | 6                               |              |              |              |              |              |
|  | 2                                   | Ілана Клосс Бетті-Енн Стюарт        | 3                                   | 2         |           |                                 |                                 |              |              |              |              |              |